# Louis Petit
Pour les articles homonymes, voir Petit et Louis Petit (homonymie).
Louis Petit, né à Rouen en 1615 et mort dans cette même ville en 1693, est un poète d'expression normande, auteur notamment de A Fleuranche.

## Pour approfondir